# هری کوک
هری کوک (انگلیسی: Harry Cooke; ۷ مارس ۱۹۱۹ – ۱۹۹۲ (۷۲−۷۳ سال)) بازیکن فوتبال اهل بریتانیا بود.
از باشگاه‌هایی که در آن بازی کرده‌است می‌توان به باشگاه فوتبال بدفورد تاون، باشگاه فوتبال لوتون تاون، باشگاه فوتبال ای‌اف‌سی بورنموث، باشگاه فوتبال واتفورد، و باشگاه فوتبال شروزبری تاون اشاره کرد.